# 郭晶強
郭晶強，SBS，FSDSM，JP（1950年12月3日—），曾任香港消防處處長，1971年預科畢業，同年8月起加入香港消防處擔任助理消防隊長，於1994年8月獲晉升為副消防總長，1996年9月獲晉升為消防總長，並於2003年1月獲晉升為消防處副處長。2005年12月7日接替退休的林振敏出任消防處處長，於2007年11月退休。